# Conus venezuelanus
Conus venezuelanus é uma espécie de gastrópode do gênero Conus, pertencente a família Conidae.